# C.B. Hansens Etablissement
C.B. Hansens Etablissement, kgl. hof-møbelfabrik var et dansk møbelsnedkeri samt tapetserer- og dekorationsvirksomhed (sengeudstyr, polsterarbejde mm.) grundlagt 16. december 1830 af kgl. hofstolemager Christopher Bagnæs Hansen (1806-1868).

## Historie
Oprindeligt fremstillede det kun stole, men voksede hurtigt og blev fra 1838 en møbelfabrik, da C.B. Hansen fik bevilling på at udføre "finerede og indlagte Meubler af fine fremmede saavelsom af indenlandske Træsorter". 1867 overdrog C.B. Hansen på grund af svagelighed sin virksomhed til sønnen Charles Hansen (1836-1895) og svigersønnen Lars Larsen (1821-1902), som 1849 var blevet værkfører hos C.B. Hansen. Lars Larsen var medindehaver til 1894.
Allerede i 1800-tallet blev C.B. Hansen landets førende virksomhed af sin art. På verdensudstillingerne i London 1851 (et nyrokokoskrivebord) og i Paris 1855 (et egetræsbogskab, som 1879 blev købt som brudegave til prinsesse Thyra) stod C.B. Hansen som den væsentlige repræsentant for dansk snedkerkunst ligesom ved udstillingen i København 1852.
Indehaver var siden 1927: fru J. Johansen (1881-1973). Fabrikken lukkede i efterkrigstiden (senere end 1950'erne).
Trap Danmark nævner i 1906, at den højeste årlige omsætning har været ca. 600.000 kr., og at firmaet beskæftiger ca. 100 arbejdere og funktionærer.
1843 havde C.B. Hansen købt Erichsens Palæ på Kongens Nytorv (Holmens Kanal 2). I 1888 solgte hans enke, Jacobine Krause (1819-1892), palæet til Kjøbenhavns Handelsbank for 425.000 kr., men firmaet forblev i naboejendommen, Holmens Kanal 4, og oprettede også en fabrik i Adelgade 82. I 1905 solgte firmaet Holmens Kanal 3 til Handelsbanken for 300.000 kr. Senere flyttede C.B. Hansens Etablissement til Store Kongensgade og senere til Bredgade 32.

## Arkitekter
I 1883 udførte C.B. Hansens Etablissement et sæt møbler i nyrenæssancestil til urtekræmmer Augustin Gaméls gård. Møblerne skulle passe til de autentiske 1600-talsinteriør, som stammede fra den 1881-82 nedrevne Skippernes Lavshus, og blev tegnet af Valdemar Koch. Interiøret gik tabt efter Gaméls død 1904, og det er uvist, om møblerne også blev kasseret.
I 1950'erne arbejdede Kay Kørbing bl.a. for C.B. Hansen.

## Kendte snedkere udlært hos C.B. Hansens Etablissement
- 1908: Georg Palludan
- 1953: Vagn Jacobsen (1932-2013), med sølvmedalje
- 1957: Jørgen Gammelgaard (1938-1991), med sølvmedalje